# 小行星17198
小行星17198（17198 Gorjup）是一颗绕太阳运转的小行星，为主小行星带小行星。该小行星于2000年1月3日发现。

## 轨道参数
小行星17198的轨道半长轴为2.2793954 UA，离心率为0.102。